# Silanolo

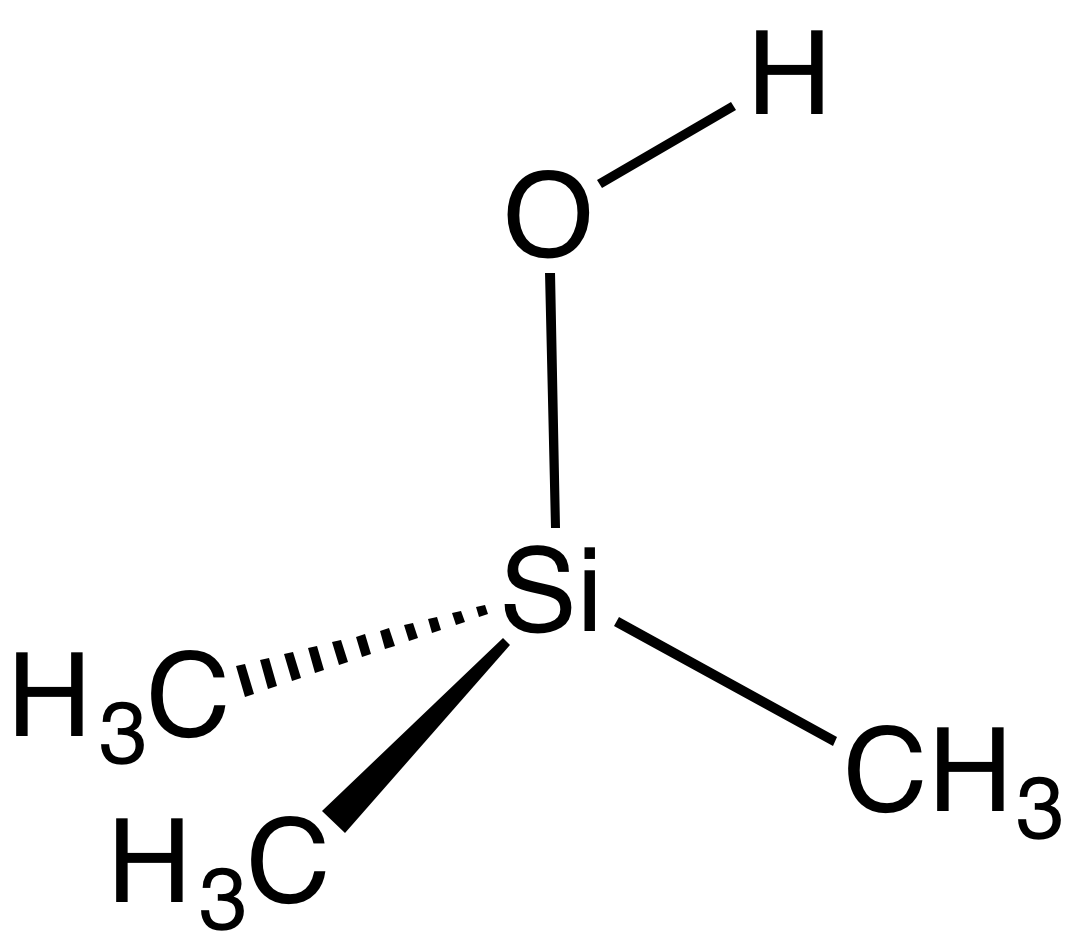
Formula di struttura del trimetil-silanolo

Il termine silanolo indica sia il gruppo funzionale contenente silicio e avente per formula Si–O–H, sia qualunque analogo strutturale di un alcol che consegua alla sostituzione del gruppo ossidrile con il silanolo stesso (il trimetil-silanolo, ad esempio, è un analogo del 2-metil-2-propanolo).
Il gruppo funzionale è un analogo strutturale del gruppo ossidrile (C–O–H) negli alcoli. I silanoli sono importanti in ambito mineralogico nello studio dei silicati, dato che possono essere presenti non solo su scala molecolare, ma anche su strutture macroscopiche, come la silice e altri silicati.
Legato a dei gruppi funzionali organici, il silanolo forma dei composti detti organosilani. La presenza di gruppi silanolo è responsabile delle proprietà assorbenti del gel di silice, molto utili nel campo della cromatografia.